# Rhynchospora unisetosa
Rhynchospora unisetosa är en halvgräsart som beskrevs av Tetsuo Michael Koyama. Rhynchospora unisetosa ingår i släktet småag, och familjen halvgräs. Inga underarter finns listade i Catalogue of Life.